# 新世纪福音战士交响乐
《新世纪福音战士交响乐》（日语：エヴァンゲリオン交響楽）是以日本动画《新世纪福音战士》为题材的乐队現場專輯。1997年12月22日以CD形式发售，1998年9月9日则以VHS和LD形式发售了音乐视频版本，发售商为STARCHILD。
它是《新世紀福音戰士劇場版：Air/真心為你》在電影院上映之前，1997年7月6日、7日、8日、9日和14日在Bunkamura Orchard Hall举行的音樂會录音和录音的节选。内容除了管弦乐和英国艺人的演唱、rap以外，还收录了在动画本篇中演出的聲優的MC。

## 收录曲目
除了古典乐以及《FLY ME TO THE MOON》，其余作品的作曲均为鷺巣詩郎。

### Disc1
1. 贝多芬第九交响乐 D小调 作品125 《合唱》中第四乐章（选段）
2. TOKYO-3 (C-7)
3. EVA-01 (E-3)
4. MC-1
5. NERV (A-3)
6. DECISIVE BATTLE (E-1)
7. EVA-00 (E-5)
8. A STEP FORWARD INTO TERROR (E-9)
9. Rei I (A-1)
10. RITSUKO (C-5)
11. Rei I (A-1)
12. MC-2
13. I.SHINJI (A-6)

音轨5-8这4曲还有「戦闘組曲」的副标题。

### Disc2
1. 巴赫 G大调第一无伴奏大提琴组曲 作品1007的前奏曲
2. 巴赫 E大调第三组曲 作品1006的加沃特
3. 帕赫贝尔 三声部的吉格 D大调 弦楽五重奏
4. 帕赫贝尔 三声部的吉格 D大调 弦楽五重奏 & RAP
5. 帕赫贝尔 三声部的吉格 D大调 orchestra
6. THANATOS (E-13)
7. MC-3
8. BORDERLINE CASE (A-4)
9. MOTHER IS THE FIRST OTHER (A-10)
10. FLY ME TO THE MOON
11. MC-4
12. 韩德尔 神劇《弥赛亚》来自『哈利路亞』
13. 无记载（安可曲）[1][2]

## 制作人员
- 音乐監督：鷺巢詩郎
- 指揮：德里克·井上
- 演奏：新日本愛樂交響樂團
- 監修：庵野秀明

### 独奏，艺术家等
合唱
- 東京アカデミッシェカペレ （Disc1・Tr.1-3,13 ／ Disc2・Tr.8,9,12）

和声
- キャロル・トンプソン （Disc2・Tr.10）
- LOREN （Disc2・Tr.10）

Rap

- MALI （Disc2・Tr.4）

小提琴

- 落合徹也 （Disc1・Tr.1 ／  Disc2・Tr.3,4）
- 川井郁子 （Disc1・Tr.1 ／  Disc2・Tr.2,3,4）
- 高橋直之 （Disc1・Tr.1 ／  Disc2・Tr.3,4）

中提琴
- 大沼幸江 （Disc1・Tr.1 ／  Disc2・Tr.3,4）

大提琴
- 柏木広樹 （Disc1・Tr.1 ／  Disc2・Tr.1,3,4）

钢琴
- クリヤ・マコト （Disc1・Tr.10 ／  Disc2・Tr.10）
- 北るみこ （Disc1・Tr.9,11,13）

吉他
- マイク・ウィズゴウスキ （Disc1・Tr.10）

司会
- 緒方恵美 （Disc1・Tr.4）
- 三石琴乃 （Disc2・Tr.11）
- 山口由里子 （Disc1・Tr.12 ／  Disc2・Tr.7）
- 林原惠 （Disc2・Tr.11）
- 宮村優子 （Disc1・Tr.4 ／ Disc2・Tr.7）
- 長澤美樹 （Disc1・Tr.4,12）